# Нечитайло Василь Володимирович
Васи́ль Володи́мирович Нечита́йло (13 травня 1966 — 23 серпня 2018) — сержант Збройних сил України, учасник російсько-української війни.

## Життєпис
Народився 1966 року в селі Новомиколаївка (Вітовський район, Миколаївська область).
На війні з перших днів; сержант, командир відділення 28-ї бригади.
23 серпня 2018 року загинув поблизу міста Красногорівка від несумісних з життям осколкових поранень — внаслідок обстрілу із ПТРК терористами водовоза ЗІЛ-131, на якому доставляв технічну воду до ВОП; дорога йде вздовж лінії фронту, водовоз був обстріляний під час повернення, на тій ділянці, де дорога не прикрита лісосмугою. Іще один боєць зазнав важких осколкових поранень — йому відірвало ногу. Бійці з ближнього спостережного пункту під обстрілами евакуювали пораненого, тіло Василя змогли витягти лише увечері.
Похований у Новомиколаївці.
Без Василя лишились дружина, син і дві доньки, онуки.

## Нагороди та вшанування
- указом Президента України № 47/2019 від 28 лютого 2019 року «за особисту мужність і самовіддані дії, виявлені у захисті державного суверенітету та територіальної цілісності України, зразкового виконання військового обов'язку» — нагороджений орденом «За мужність» III ступеня (посмертно)[1]